# جستارهای جدید در فهم بشری

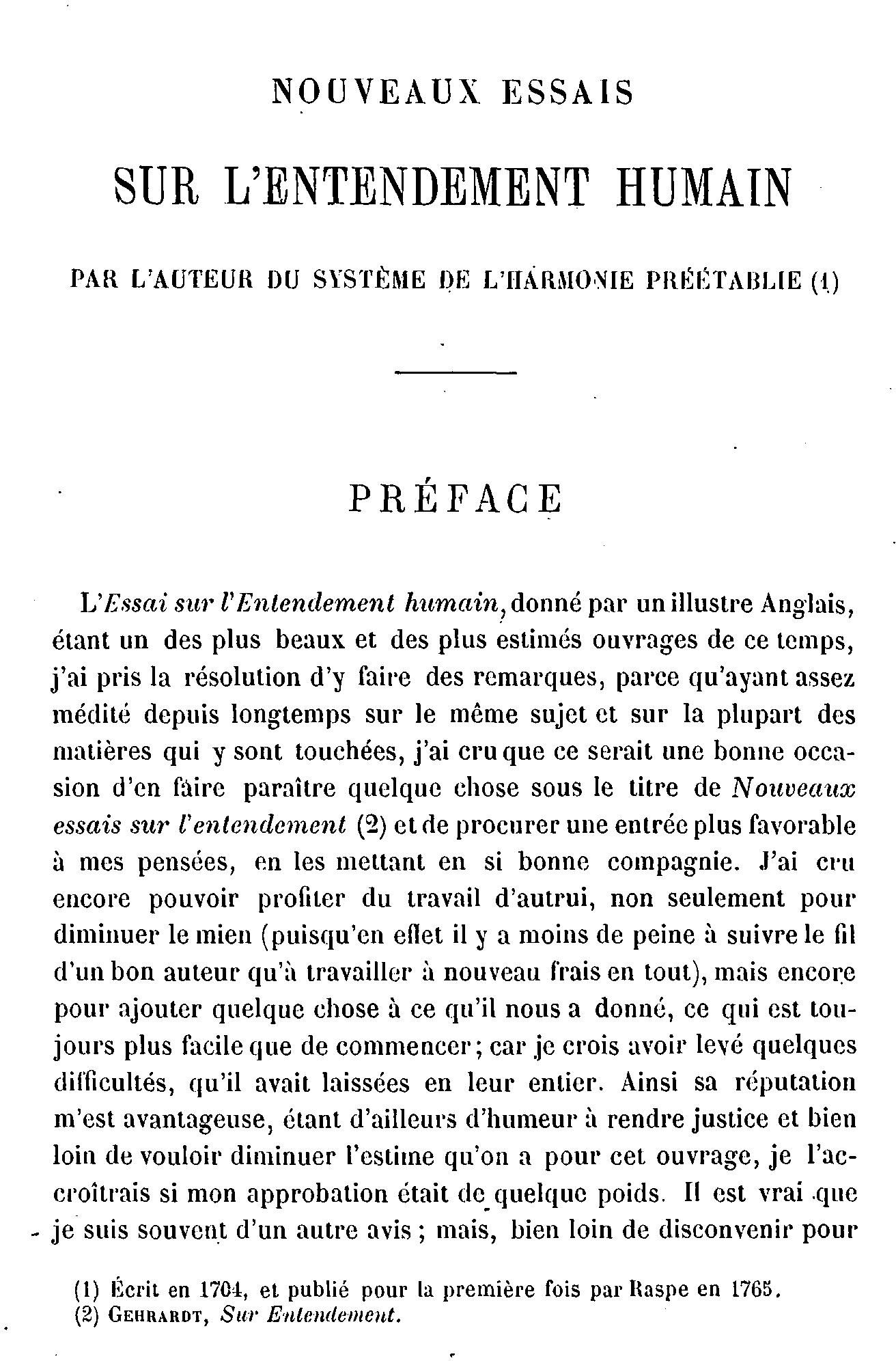
لبینز ۱ - ۰۴۱

جستارهای جدید در فهم بشری (به فرانسه: Nouveaux essais sur l'entendement humain) کتابی است از گوتفرید لایبنیتس فیلسوف آلمانی. این کتاب به شکل گفتگو نوشته شده است و ردّیه‌ای است بر فصل به فصلِ کتابِ جان لاک، جستاری در خصوص فهم بشری. نگارش این کتاب که از معدود آثار مفصلِ لایبنیتس است (تنها اثر طولانی دیگرِ او تئودیسه است) در ۱۷۰۴ تمام شده بود، اما مرگ لاک باعث شد لایبنیتس از انتشارش منصرف شود. کتاب اولین بار در ۱۷۶۵ منتشر شد.